# 鈴木光太郎
鈴木 光太郎（すずき こうたろう、1954年 - ）は、日本の心理学者。専門は、実験心理学。新潟大学名誉教授。

## 略歴
宮城県生まれ。1977年慶應義塾大学文学部文学科仏文学専攻中退、1981年千葉大学人文学部人文学科心理学専攻卒業、1985年東京大学大学院人文科学研究科博士課程（心理学専修）中退、新潟大学人文学部助手、93年助教授、99年教授、2012年同現代社会文化研究科現代文化専攻教授、2019年定年退任、名誉教授。

## 著書

### 単著
- 『錯覚のワンダーランド』（関東出版社，1990）
- 『動物は世界をどう見るか』（新曜社，1995）
- 『オオカミ少女はいなかった―心理学の神話をめぐる冒険』（新曜社，2008）のちちくま文庫
- 『무서운심리학』（홍성민訳，뜨인돌，2010）
- 『ヒトの心はどう進化したのか 狩猟採集生活が生んだもの』ちくま新書 2013.6
- 『謎解きアヴェロンの野生児』新曜社、2019.6

監修
- 『日経サイエンスで鍛える科学英語 心理学編』監修, 日経サイエンス編集部 編　日経サイエンス、2023.12

### 翻訳
- シェパード『だまし絵が語る「見る」しくみ』（新曜社，1993）（共訳者：芳賀康朗）
- ソルソ『脳は絵をどのように理解するか―絵画の認知科学』（新曜社，1997）（共訳者：小林哲生）
- ヴォークレール『動物のこころを探る―かれらはどのように＜考える＞か』（新曜社，1999）（共訳者：小林哲生）
- グレゴリー『鏡という謎―その神話・芸術・科学』（新曜社，2001）（共訳者：鳥居修晃・鹿取廣人・望月登志子）
- ブラウン『ヒューマン･ユニヴァーサルズ―文化相対主義から普遍性の認識へ』（新曜社，2002）（共訳者：中村潔）
- クラーク＆グルンスタイン『遺伝子は私たちをどこまで支配しているか―DNAから心の謎を解く』（新曜社，2003）
- ニニオ『錯覚の世界―古典からCG画像まで』（新曜社，2004）（共訳者：向井智子）
- カートライト『進化心理学入門』（新曜社，2005）（共訳者：河野和明）
- プレマック＆プレマック『心の発生と進化―チンパンジー，赤ちゃん，ヒト』（新曜社，2005）（監修者：長谷川寿一）
- モーガン『アナログ･ブレイン―脳は世界をどう表象するか？』（新曜社，2005）
- グッデイル＆ミルナー『もうひとつの視覚―＜見えない視覚＞はどのように発見されたか』（新曜社，2008）（共訳者：工藤信雄）
- ボイヤー『神はなぜいるのか？』（NTT出版，2008）（共訳者：中村潔）
- ウィンストン『人間の本能―心にひそむ進化の過去』（新曜社，2008）
- フィリップ・ステッドマン『フェルメールのカメラ』（新曜社，2010）
- D.O.ヘッブ『行動の機構 脳メカニズムから心理学へ』鹿取廣人,金城辰夫,鳥居修晃, 渡邊正孝共訳　岩波文庫、2011.4
- ジャック・ヴォークレール『乳幼児の発達 運動・知覚・認知』明和政子監訳, 鈴木訳　新曜社、2012.3
- ジェシー・ベリング『ヒトはなぜ神を信じるのか 信仰する本能』化学同人、2012.8
- ジェレミー・テイラー『われらはチンパンジーにあらず ヒト遺伝子の探求』新曜社、2013.2
- ジェシー・ベリング『性倒錯者 だれもが秘める愛の逸脱』化学同人、2016.1
- ポール・エーリック, アン・エーリック『支配的動物 ヒトの進化と環境』新曜社、2016.1
- ジェシー・ベリング『なぜペニスはそんな形なのか ヒトについての不謹慎で真面目な科学』化学同人、2017.3　のち文庫
- ジャン=フランソワ・ドルティエ『ヒト、この奇妙な動物 言語、芸術、社会の起源』新曜社、2018.5
- レオ・グラッセ『キリンの一撃 サヴァンナの動物たちが見せる進化のスゴ技』化学同人、2018.8
- ジェシー・ベリング『ヒトはなぜ自殺するのか 死に向かう心の科学』化学同人、2021.1
- マイケル・グラツィアーノ『意識はなぜ生まれたか その起源から人工意識まで』白揚社、2022.4
- アリス・ドレガー『ガリレオの中指 科学的研究とポリティクスが衝突するとき』みすず書房、2022.9